# Liste der Kulturdenkmale in Deutschbaselitz
In der Liste der Kulturdenkmale in Deutschbaselitz sind die Kulturdenkmale des Kamenzer Ortsteils Deutschbaselitz verzeichnet, die bis Juli 2017 vom Landesamt für Denkmalpflege Sachsen erfasst wurden (ohne archäologische Kulturdenkmale). Die Anmerkungen sind zu beachten.

## Deutschbaselitz
| Bild           | Bezeichnung                                                                        | Lage                                                     | Datierung           | Beschreibung | ID       |
| -------------- | ---------------------------------------------------------------------------------- | -------------------------------------------------------- | ------------------- | --- | -------- |
| Weitere Bilder | Denkmal der Familie von Zezschwitz                                                 | (westliche Insel im Deutschbaselitzer Großteich) (Karte) | 1841                | Sandstein-Obelisk auf würfelförmigem Granitsockel mit Inschrifttafeln an vier Seiten und rechteckiger Grundplatte, geschichtlich von Bedeutung. Obelisk aufgestellt am 12. September 1841 auf der kleineren der beiden Inseln im Deutschbaselitzer Großteich von Woldemar von Zezschwitz, dem Enkel von Sara von Zezschwitz. Inschriften: - Westseite: SARA/VON ZEZSCHWITZ/GEBORENE FOSTER - Ostseite: AVAE/DILECTISSIMAE/NEPOTIS PIETAS (lebt wohl treuergebene Nachkommen in Frömmigkeit) - Nordseite: IHREM GEFALLENEN/ENKEL 1914–1918/FRIEDRICH/v. ZEZSCHWITZ - Südseite: IHREN GEFALLENEN/ENKELN 1939–1945/GERHART-PETER/v. ZEZSCHWITZ/WOLF-CASPAR/v. ZEZSCHWITZ Sara(h) Foster [Schreibweise in den Dokumentationen unterschiedlich], geboren 12. April 1751 in London. Eheschließung mit Friedrich Christlieb von Zezschwitz am 29. Januar 1773 in London (Fetter Lane Society). Gestorben am 1. März 1829 in Kleinwelka. Die Familie war in Deutschbaselitz (Sommersitz) und in Kleinwelka ansässig. Die Tafeln zur Erinnerung an die in den beiden Weltkriegen gefallenen Familienangehörigen wurden von Wolfram von Zezschwitz 1991 angebracht. Die Wiederaufrichtung des nach dem 2. Weltkrieg umgestürzten Obelisken erfolgte 1990. | 08986189 |
|                | Wegestein                                                                          | Kurzer Weg (Wanderweg Kamenz–Pulsnitz) (Karte)           | 19. Jahrhundert     | Verkehrsgeschichtlich von Bedeutung, Naturstein mit quadratischen Querschnitt, Schaft stark abgefast, dadurch beinahe oktogonal, darüber hoher Kopf mit pyramidalem Abschluss | 09227071 |
|                | Rundbogenbrücke über den Dorfbach                                                  | Parkstraße (Karte)                                       | 18. Jahrhundert     | Baugeschichtlich von Bedeutung [Anmerkung: In der offiziellen Denkmalliste wird die Brücke fälschlicherweise der Schwarzen Elster zugeordnet.] | 09227068 |
|                | Gärtnerhaus                                                                        | Parkstraße 2 (Karte)                                     | Bezeichnet mit 1770 | Obergeschoss Fachwerk, Walmdach, Bestandteil des ehemaligen Rittergutes, baugeschichtlich und ortsgeschichtlich von Bedeutung, Rittergut 1948 abgerissen | 09227067 |
|                | Gasthof mit Saalanbau in Ecklage sowie Einfriedungsmauer und Vorgarten an der Ecke | Piskowitzer Straße 2 (Karte)                             | 1920er Jahre        | Zeittypischer Putzbau der 1920er Jahre mit vielgliedriger Dachlandschaft und Fledermausgaupen, baugeschichtlich, ortsgeschichtlich und straßenbildprägend von Bedeutung, zweigeschossig, originale Fenster erhalten, Haustürportal bezeichnet mit 1865 auf der Hofseite, eingeschossiger Saalanbau | 09227069 |

## Tabellenlegende
- Bild: Bild des Kulturdenkmals, ggf. zusätzlich mit einem Link zu weiteren Fotos des Kulturdenkmals im Medienarchiv Wikimedia Commons. Wenn man auf das Kamerasymbol klickt, können Fotos zu Kulturdenkmalen aus dieser Liste hochgeladen werden:
- Bezeichnung: Denkmalgeschützte Objekte und ggf. Bauwerksname des Kulturdenkmals
- Lage: Straßenname und Hausnummer oder Flurstücknummer des Kulturdenkmals. Die Grundsortierung der Liste erfolgt nach dieser Adresse. Der Link (Karte) führt zu verschiedenen Kartendiensten mit der Position des Kulturdenkmals. Fehlt dieser Link, wurden die Koordinaten noch nicht eingetragen. Sind diese bekannt, können sie über ein Tool mit einer Kartenansicht einfach nachgetragen werden. In dieser Kartenansicht sind Kulturdenkmale ohne Koordinaten mit einem roten bzw. orangen Marker dargestellt und können durch Verschieben auf die richtige Position in der Karte mit Koordinaten versehen werden. Kulturdenkmale ohne Bild sind an einem blauen bzw. roten Marker erkennbar.
- Datierung: Baubeginn, Fertigstellung, Datum der Erstnennung oder grobe zeitliche Einordnung entsprechend des Eintrags in der sächsischen Denkmaldatenbank
- Beschreibung: Kurzcharakteristik des Kulturdenkmals entsprechend des Eintrags in der sächsischen Denkmaldatenbank, ggf. ergänzt durch die dort nur selten veröffentlichten Erfassungstexte oder zusätzliche Informationen
- ID: Vom Landesamt für Denkmalpflege Sachsen vergebene, das Kulturdenkmal eindeutig identifizierende Objekt-Nummer. Der Link führt zum PDF-Denkmaldokument des Landesamtes für Denkmalpflege Sachsen. Bei ehemaligen Kulturdenkmalen können die Objektnummern unbekannt sein und deshalb fehlen bzw. die Links von aus der Datenbank entfernten Objektnummern ins Leere führen. Ein ggf. vorhandenes Icon  führt zu den Angaben des Kulturdenkmals bei Wikidata.